# انتخابات ریاست‌جمهوری ایالات متحده آمریکا (۲۰۱۲) در رود آیلند
انتخابات ریاست جمهوری ایالات متحده آمریکا (۲۰۱۲) در رود آیلند در ۶ نوامبر ۲۰۱۲ به عنوان بخشی از انتخابات ریاست جمهوری ایالات متحده در سال ۲۰۱۲ برگزار شد که در آن همهٔ ۵۰ ایالت به اضافه ناحیه کلمبیا شرکت کردند. رای‌دهندگان رود آیلند چهار گزیننده را برای نمایندگی خود در کالج الکترال از طریق رای مردمی انتخاب کردند که باراک اوباما ، رئیس‌جمهور فعلی دموکرات و معاون او، جو بایدن، معاون رئیس‌جمهور، در برابر رقیب جمهوری‌خواه و فرماندار سابق ماساچوست، میت رامنی و معاون وی، پل رایان، نماینده کنگره قرار گرفتند.
همچنین گری جانسون، فرماندار سابق نیومکزیکو، نامزد لیبرترین و معاون وی، قاضی جیم گری، در برگه رای‌گیری حضور داشتند. حزب چپگرای سبز، جیل استاین و معاون او چری هونکالا را نامزد کرد.
اوباما نامزد دموکرات‌ها با اختلاف ۲۷٫۴۶ درصدی در رود آیلند برنده شد. این هفتمین پیروزی متوالی حزب دموکرات در رود آیلند در سطح ریاست جمهوری بود. همچنین این هفتمین بار متوالی بود که نامزد دموکرات‌ها برای ریاست‌جمهوری در همهٔ ۵ شهرستان پیروز می‌شد - رشته‌ای که با پیروزی دونالد ترامپ در شهرستان کنت در سال ۲۰۱۶ پاره شد - و ششمین بار متوالی بود که یک نامزد جمهوری‌خواه نتوانست به ۴۰ درصد رأی در رود آیلند برسد. رود آیلند از سال ۱۹۸۸ یک ایالت امن برای دموکرات‌ها بوده (در همهٔ آن‌ها نامزد دموکرات با فاصلهٔ زیاد پیروز شده) و از سال ۱۹۲۸ تنها چهار بار به یک نامزد جمهوری‌خواه رای داده است. سیاست ایالتی تحت سلطه مناطق شهری پراویدنس و وارویک است. اوباما در شهرستان پراویدنس بیشترین اختلاف پیروزی در این ایالت را با ۳۴٫۹۲ درصد کسب کرد. با این حال، رای‌دهندگان طبقه کارگر سفیدپوست در داخل و رای‌دهندگان مختلف شهری به‌طور یکسان به دموکرات‌ها رای می‌دهند، به اندازه‌ای که برای نامزد دموکرات‌ها در هر انتخابات حاشیهٔ امن زیادی ایجاد شود.

## انتخابات مقدماتی

### مقدماتی دموکرات‌ها
انتخابات مقدماتی دموکرات رود آیلند در سال ۲۰۱۲ در ۲۴ آوریل ۲۰۱۲ برگزار شد. ۴۰ نماینده در رود آیلند بین نامزدها تقسیم می‌شود.
هیچ نامزدی در انتخابات مقدماتی ترجیحی دموکرات‌ها برای ریاست جمهوری رود آیلند در برابر باراک اوباما ، رئیس‌جمهور فعلی شرکت نکرد. اوباما ۶۷۵۹ رای یا ۸۳٫۳۸ درصد آرا را با ۱۱۳۳ رای غیرمتعهد (۱۳٫۹۸ درصد) و ۲۱۴ رای نوشتنی (۲٫۶۴ درصد) دریافت کرد.
در کنوانسیون ایالتی دموکرات رود آیلند که در ۲۱ ژوئن ۲۰۱۲ برگزار شد، ۳۵ نماینده به باراک اوباما اعطا شدند و ۵ نماینده به هیچ‌کس تعلق نگرفت.
| باراک اوباما | ۶٬۷۵۹ | ۸۳٫۳۸٪  | ۳۵ |
| غیرمتعهد     | ۱٬۱۳۳ | ۱۳٫۹۸٪  |    |
| نوشتنی       | ۲۱۴   | ۲٫۶۴٪   |    |
| اعلام‌نشده    |       |         | ۵  |
| مجموع        | ۸٬۱۰۶ | ۱۰۰٫۰۰٪ | ۴۰ |

### مقدماتی جمهوری‌خواهان
انتخابات مقدماتی ریاست جمهوری جمهوری‌خواهان رود آیلند در سال ۲۰۱۲ در ۲۴ آوریل ۲۰۱۲ برگزار شد میت رامنی ، فرماندار سابق ماساچوست و نامزد پیشتاز، ۶۳٫۰۲ درصد آرا را به دست آورد، پس از آن، ران پل، نماینده ایالات متحده از تگزاس با ۲۳٫۸۵ درصد و نیوت گینگریچ ، رئیس سابق مجلس نمایندگان با ۶٫۰۴ درصد آرا را به دست آوردند. ریک سانتوروم ، سناتور سابق ایالات متحده از پنسیلوانیا، که در ۱۰ آوریل انصراف داد، ۵٫۶۶ درصد آرا را به دست آورد.
| انتخابات مقدماتی حزب جمهوری‌خواه (۲۰۱۲) در رود آیلند | انتخابات مقدماتی حزب جمهوری‌خواه (۲۰۱۲) در رود آیلند | انتخابات مقدماتی حزب جمهوری‌خواه (۲۰۱۲) در رود آیلند | انتخابات مقدماتی حزب جمهوری‌خواه (۲۰۱۲) در رود آیلند |
| نامزد                                               | آرا                                                 | درصد                                                | نمایندگان                                           |
| --------------------------------------------------- | --------------------------------------------------- | --------------------------------------------------- | --------------------------------------------------- |
| میت رامنی                                           | ۹٬۱۷۸                                               | ۶۳٫۰۲٪                                              | ۱۲                                                  |
| ران پال                                             | ۳٬۴۷۳                                               | ۲۳٫۸۵٪                                              | ۴                                                   |
| نوت گینگریچ                                         | ۸۸۰                                                 | ۶٫۰۴٪                                               | ۰                                                   |
| ریک سنتوروم                                         | ۸۲۵                                                 | ۵٫۶۶٪                                               | ۰                                                   |
| غیرمتعهد                                            | ۱۳۱                                                 | ۰٫۹۰٪                                               | ۳                                                   |
| بادی رومر                                           | ۴۰                                                  | ۰٫۲۷٪                                               | ۰                                                   |
| نوشتنی                                              | ۳۷                                                  | ۰٫۲۵٪                                               | ۰                                                   |
| نمایندگان اعطا نشده:                                | نمایندگان اعطا نشده:                                | نمایندگان اعطا نشده:                                | ۰                                                   |
| مجموع:                                              | ۱۴٬۵۶۴                                              | ۱۰۰٪                                                | ۱۹                                                  |

## انتخابات عمومی

### نتایج
| انتخابات ریاست‌جمهوری ایالات متحده آمریکا (۲۰۱۲) در رود آیلند | انتخابات ریاست‌جمهوری ایالات متحده آمریکا (۲۰۱۲) در رود آیلند | انتخابات ریاست‌جمهوری ایالات متحده آمریکا (۲۰۱۲) در رود آیلند | انتخابات ریاست‌جمهوری ایالات متحده آمریکا (۲۰۱۲) در رود آیلند | انتخابات ریاست‌جمهوری ایالات متحده آمریکا (۲۰۱۲) در رود آیلند | انتخابات ریاست‌جمهوری ایالات متحده آمریکا (۲۰۱۲) در رود آیلند | انتخابات ریاست‌جمهوری ایالات متحده آمریکا (۲۰۱۲) در رود آیلند |
| حزب                                                          | حزب                                                          | نامزد                                                        | معاون                                                        | آرا                                                          | درصد                                                         | آرا الکترال                                                  |
| ------------------------------------------------------------ | ------------------------------------------------------------ | ------------------------------------------------------------ | ------------------------------------------------------------ | ------------------------------------------------------------ | ------------------------------------------------------------ | ------------------------------------------------------------ |
|                                                              | دموکرات                                                      | باراک اوباما                                                 | جو بایدن                                                     | ۲۷۹٬۶۷۷                                                      | ۶۲٫۷۰٪                                                       | ۴                                                            |
|                                                              | جمهوری‌خواه                                                   | میت رامنی                                                    | پال رایان                                                    | ۱۵۷٬۲۰۴                                                      | ۳۵٫۲۴٪                                                       | 0                                                            |
|                                                              | لیبرترین                                                     | گری جانسن                                                    | جیم گری                                                      | ۴٬۳۸۸                                                        | ۰٫۹۸٪                                                        | ۰                                                            |
|                                                              | سبز                                                          | جیل استاین                                                   | چری هونکالا                                                  | ۲٬۴۲۱                                                        | ۰٫۵۴٪                                                        | ۰                                                            |
|                                                              | دیگران و نوشتنی                                              |                                                              |                                                              | ۲٬۳۵۹                                                        | ۰٫۵۳٪                                                        | ۰                                                            |
| مجموع                                                        | مجموع                                                        | مجموع                                                        | مجموع                                                        | ۴۴۶٬۰۴۹                                                      | ۱۰۰٫۰۰٪                                                      | ۴                                                            |
| نرخ مشارکت                                                   | نرخ مشارکت                                                   | نرخ مشارکت                                                   | نرخ مشارکت                                                   | نرخ مشارکت                                                   | نرخ مشارکت                                                   | ۶۰٫۷۹٪                                                       |

### نتایج بر اساس شهرستان
| شهرستان  | باراک اوباما دموکرات | باراک اوباما دموکرات | میت رامنی جمهوری‌خواه | میت رامنی جمهوری‌خواه | نامزدهای مختلف احزاب دیگر | نامزدهای مختلف احزاب دیگر | اختلاف  | اختلاف | کل آرا مأخوذه |
| شهرستان  | #                    | ٪                    | #                    | ٪                    | #                         | ٪                         | #       | ٪      | کل آرا مأخوذه |
| -------- | -------------------- | -------------------- | -------------------- | -------------------- | ------------------------- | ------------------------- | ------- | ------ | ------------- |
| بریستول  | ۱۴٬۹۷۴               | ۶۰٫۶۸٪               | ۹٬۲۳۱                | ۳۷٫۴۱٪               | ۴۷۱                       | ۱٫۹۱٪                     | ۵٬۷۴۳   | ۲۳٫۲۷٪ | ۲۴٬۶۷۶        |
| کنت      | ۴۵٬۵۶۴               | ۵۷٫۷۳٪               | ۳۱٬۵۶۷               | ۴۰٫۰۰٪               | ۱٬۷۹۲                     | ۲٫۲۷٪                     | ۱۳٬۹۹۷  | ۱۷٫۷۳٪ | ۷۸٬۹۲۳        |
| نیوپورت  | ۲۳٬۴۶۳               | ۵۹٫۴۷٪               | ۱۵٬۲۰۲               | ۳۸٫۵۳٪               | ۷۸۷                       | ۲٫۰۰٪                     | ۸٬۲۶۱   | ۲۰٫۹۴٪ | ۳۹٬۴۵۲        |
| پراویدنس | ۱۵۹٬۵۲۰              | ۶۶٫۵۳٪               | ۷۵٬۷۸۵               | ۳۱٫۶۱٪               | ۴٬۴۸۱                     | ۱٫۸۶٪                     | ۸۳٬۷۳۵  | ۳۴٫۹۲٪ | ۲۳۹٬۷۸۶       |
| واشینگتن | ۳۵٬۸۸۸               | ۵۷٫۰۷٪               | ۲۵٬۳۶۶               | ۴۰٫۳۴٪               | ۱٬۶۲۵                     | ۲٫۵۹٪                     | ۱۰٬۵۲۲  | ۱۶٫۷۳٪ | ۶۲٬۸۷۹        |
| مجموع    | ۲۷۹٬۶۷۷              | ۶۲٫۷۰٪               | ۱۵۷٬۲۰۴              | ۳۵٫۲۴٪               | ۹٬۱۶۸                     | ۲٫۰۶٪                     | ۱۲۲٬۴۷۳ | ۲۷٫۴۶٪ | ۴۴۶٬۰۴۹       |

### نتایج بر پایه حوزه
اوباما در هر دو حوزه کنگره پیروز شد.
| حوزه | اوباما | رامنی  | نماینده       |
| ---- | ------ | ------ | ------------- |
| یکم  | ۶۶٫۲۱٪ | ۳۲٫۱۸٪ | دیوید سیسیلین |
| دوم  | ۵۹٫۸۴٪ | ۳۸٫۲۹٪ | جیمز لانوین   |